# Sierra Madre de Oaxaca
 (février 2016).
Si vous disposez d'ouvrages ou d'articles de référence ou si vous connaissez des sites web de qualité traitant du thème abordé ici, merci de compléter l'article en donnant les références utiles à sa vérifiabilité et en les liant à la section « Notes et références ».
La sierra Madre de Oaxaca est une chaîne de montagnes du Sud du Mexique. Elle se situe principalement dans l'État d'Oaxaca, et s'étend vers le nord dans les États de Puebla et Veracruz.

## Géographie
La chaîne de montagnes commence au sud du pic d'Orizaba et s'étend dans une direction sud-est pendant 300 km jusqu'à atteindre l'isthme de Tehuantepec. Les sommets de la sierra Madre de Oaxaca ont une altitude moyenne de 2 500 m, avec des pics dépassant 3 000 m (cerro Zempoaltepetl, cerro Yatin, cerro Pelón).
Les pentes orientales de la chaîne sont plus humides, interceptant les vents chargés d'humidité du golfe du Mexique. Un certain nombre de vallées plus sèches se trouvent à l'ouest, à l'abri des pluies.
D'autres systèmes montagneux importants dans la région sont la sierra Madre del Sur au sud le long de la côte et la sierra Madre de Chiapas à l'est.

### Écologie
Les forêts de pins et de chênes de la sierra Madre de Oaxaca sont présentes au-dessus de 1 600 m d'altitude. L'écorégion des forêts de montagnes humides d'Oaxaca se trouve au-dessous de cette altitude, sur les versants orientaux dominant les basses terres de Veracruz. À l'est, l'écorégion désertique occupe la vallée de Tehuacan, au nord-ouest l'écorégion des forêts sèches de Jalisco s'étend dans le bassin supérieur de la rivière Santo Domingo, qui est à l'abri des pluies de la sierra Madre de Oaxaca. L'écorégion des forêts sèches du Pacifique austral se situe au sud, le long de la côte Pacifique du Mexique, s'étendant dans le bassin supérieur de la rivière Tehuantepec et de la vallée d'Oaxaca.

### Subdivisions
Culturellement et géographiquement, le système de la sierra Madre de Oaxaca peut être divisé en beaucoup de sierras plus petites, chacune avec des modes d'écologies et de cultures uniques.
La sierra Mazateca, située dans le Nord-Ouest de l'État d'Oaxaca, atteint des altitudes environnant les 2 600 m. Le Cerro Rabon est son sommet le plus notable, bien que qu'il ne soit pas le plus haut. En effet son apparence épouse la forme d'une baleine ; c'est d'ailleurs la « montagne Sacrée des Mazatèques ». C'est la patrie du peuple mazatèque. Les villes importantes incluent : Huautla de Jiménez, Eloxochitlán de Flores Magón, et Jalapa de Díaz.
La sierra de Cuicatlan, au sud de la sierra Mazateca, est une chaîne qui sépare les canyons de Cuicatlan de la sierra Juárez à l'ouest et abrite le peuple cuicatèque. La sierra Juárez est la terre du peuple zapotèque. C'est le berceau du seul président indigène du Mexique, Benito Juárez. Les principales villes de la sierra Juárez sont Ixtlan de Juárez, San Ildefonso Villa Alta et Villa Hidalgo Yalalag. La sierra Chinanteca, au nord de la sierra Juárez, abrite les villes chinantèques, parmi les plus importantes figurent Santiago Comaltepec, San Pedro Yolóx et San Felipe Usila.
La sierra Mixe se situe à l'est, tandis que la sierra Madre de Oaxaca descend vers l'isthme de Tehuantepec. C'est là que se trouve le peuple mixtèque, descendants des anciens Olmèques. Les principaux centres mixtèques de la côte du golfe du Mexique sont San Pablo et San Pedro Ayutla, Santiago Zacatepec et Santa María Totontepec, et le sommet majeur de la région est le Zempoaltepetl, la montagne sacrée des Mixtèques.